# Deux Mélodies, op. 19 (Roussel)
Pour les articles homonymes, voir Deux mélodies.
Deux mélodies, op. 19, est un recueil de mélodies pour chant et piano d'Albert Roussel, composé en 1918 sur des poèmes de G. Jean-Aubry et Ernest Henry Clark Oliphant (en).

## Présentation

### Textes
Les textes des mélodies sont dus à G. Jean-Aubry et Ernest Oliphant,.
Le poème de Jean-Aubry, Light (incipit : « Des larmes ont coulé »), est un inédit qu'il fait parvenir au compositeur, qui le mentionne dans une lettre datée du 13 mars 1918. Le texte ne paraîtra qu'en 1957 dans la plaquette Le Nain vert éditée chez Stols à Maestricht.
On ne sait pas comment Roussel connut le poème d'Oliphant A Farewell (en anglais).

### Mélodies
Albert Roussel compose ses Deux mélodies en août 1918 :
1. « Light » [Lumière][1] — Très lent ( = 108) en fa dièse mineur, à 
 — dédié à Mme Gaston Frager ;
2. « A Farewell » [Un adieu][1] — Lent en do mineur, à 
 — dédié à Edwin Evans.

Les manuscrits autographes sont respectivement datés des 10 août 1918 et 17 août 1918, à Perros-Guirec. La partition est publiée l'année suivante par Durand.
L'ensemble porte le numéro d'opus 19 et, dans le catalogue des œuvres du compositeur établi par la musicologue Nicole Labelle, le numéro L 21.

## Création
Les Deux mélodies sont créées le 27 décembre 1919 à la salle des Agriculteurs à Paris, par la cantatrice Lucy Vuillemin et Louis Vuillemin au piano, lors d'un concert de la Société nationale de musique,.

## Analyse
Pour Gilles Cantagrel, la première mélodie du cycle, Light, est une « désolation devant l'amour perdu ». Un glas lancinant parcourt les croches du piano, dans un tempo très lent à 
, dont la tristesse est renforcée par un « ondulant contre-chant » et des « basses modulant chromatiquement », ainsi qu'une « ligne vocale sans nul effet, calquée sur le débit du texte ». Dans cette atmosphère, la dernière phrase, soudain en majeur, fait figure de « lumière d'un pâle sourire ».
La deuxième mélodie, A Farewell, est « un nouvel adieu, presque dramatique, celui d'une inévitable rupture ». Dans le grave, au piano, se déhanche une formule rythmique sur une pédale, sous une « lugubre sonnerie de cloches [et] se répète mesure après mesure ». À la main droite, des accords frappent « un Dies irae stylisé (blanches, puis noires et croches) ». La disposition est ensuite inversée. Au-dessus, « la ligne de chant se fait presque hiératique, sans céder au pathétisme ».
Pour Damien Top, les Deux mélodies op. 19, « avec leurs formules obsessionnelles, traduisent la stupéfaction et l'hébétude qui suivit le carnage » de la Première Guerre mondiale.
La durée moyenne d'exécution de l’ensemble est de six minutes environ.

## Discographie
- Albert Roussel : les mélodies (intégrale) — Marie Devellereau (soprano), Yann Beuron (ténor), Laurent Naouri (baryton), Billy Eidi (piano), Timpani 2C2064 (2001)[6].
- Albert Roussel Edition (CD 9) — José van Dam (baryton-basse), Kurt Ollmann (en) (baryton), Dalton Baldwin (piano), Erato 0190295489168 (2019)[7].

### Ouvrages généraux
- Gilles Cantagrel, « Albert Roussel », dans Brigitte François-Sappey et Gilles Cantagrel (dir.), Guide de la mélodie et du lied, Paris, Fayard, coll. « Les Indispensables de la musique », 1994, 916 p. (ISBN 2-213-59210-1), p. 571-577.

### Monographies
- Françoise Andrieu, « Catalogue des œuvres », dans École normale de musique de Paris, Jean Austin (dir.), Albert Roussel, Paris, Actes Sud, 1987, 125 p. (ISBN 2-86943-102-3), p. 46–95.
- Nicole Labelle, Catalogue raisonné de l'œuvre d'Albert Roussel, Louvain-la-Neuve, Département d'archéologie et d'histoire de l'art, Collège Érasme, coll. « Publications d'histoire de l'art et d'archéologie de l'Université catholique de Louvain » (no 78), 1992, 159 p.
- Damien Top, Albert Roussel : Un marin musicien, Biarritz, Séguier, coll. « Carré Musique », 2000, 170 p. (ISBN 2-84049-194-X).
- Damien Top, Albert Roussel, Paris, Bleu nuit éditeur, coll. « Horizons » (no 53), 2016, 176 p. (ISBN 978-2-35884-062-0).